# Associació Internacional del Transport Aeri
|  | «IATA» redirigeix aquí. Vegeu-ne altres significats a «IATA (desambiguació)». |

L'Associació Internacional del Transport Aeri (sovint citada amb l'acrònim IATA de l'anglès International Air Transport Association) és una organització comercial internacional d'empreses dedicades al transport aeri. Té la seu a Mont-real, on l'Organització d'Aviació Civil Internacional hi té també la seu. Les oficines executives estan situades a l'aeroport internacional de Ginebra (Suïssa).
La missió de IATA és representar, impulsar i servir a la indústria dedicada al transport aeri. Més de 230 aerolínies formen part de IATA, les quals representen un 93% del tràfic aeri regular internacional. Tony Tyler és director general i executiu en cap des de l'1 de juliol de 2011. En l'actualitat, IATA és present en més de 150 països coberts a través de 101 oficines repartides per tot el planeta.

## Història
L'Associació Internacional del Transport Aeri es va formar el 19 d'abril de 1945 a l'Havana (Cuba). IATA és la successora de l'antiga International Air Traffic Association (Associació Internacional de Tràfic Aeri), fundada a La Haia (Països Baixos) el 1919, l'any dels primers serveis regulars internacionals del món. Quan es va fundar, IATA tenia 57 membres de 31 països, principalment d'Europa i Amèrica del Nord.

## Missió de IATA
- Representar: Més de 230 aerolínies formen part de IATA, les quals representen un 93% del tràfic aeri regular internacional.
- Liderar: IATA ajuda a les aerolínies simplificant els processos i incrementant la conveniència dels passatgers mentre redueix costos i n'augmenta l'eficiència.
- Servir: IATA assegura a les persones el transport aeri arreu del món a través de la seva xarxa d'aerolínies i, a més, proveeix suport professional essencial i una gamma de productes i serveis experts com publicacions, entrenaments i consultes. IATA ofereix beneficis a totes les parts involucrades en el comerç aeri:

1. Per als consumidors: simplifica els processos de viatge i transport, mentre manté els costos baixos.
2. Permet que les aerolínies operin de manera segura, eficient i econòmica; sota les normes establertes.
3. Serveix d'intermediari entre el passatger, els agents de càrrega i les aerolínies.
4. Una àmplia xarxa de proveïdors de serveis veuen IATA com un proveïdor sòlid en una varietat de solucions industrials.
5. Pels governs, IATA assegura que puguin estar ben informats de les complexitats de la indústria de l'aviació.